# Petrești (Ungheni)
Petreşti è un comune della Moldavia situato nel distretto di Ungheni di 4.390 abitanti al censimento del 2004.

## Località
Il comune è formato dall'insieme della seguenti località (popolazione 2004):
- Petreşti (3.802 abitanti)
- Petreşti loc. st. (15 abitanti)
- Medeleni (573 abitanti)